# Bunjil

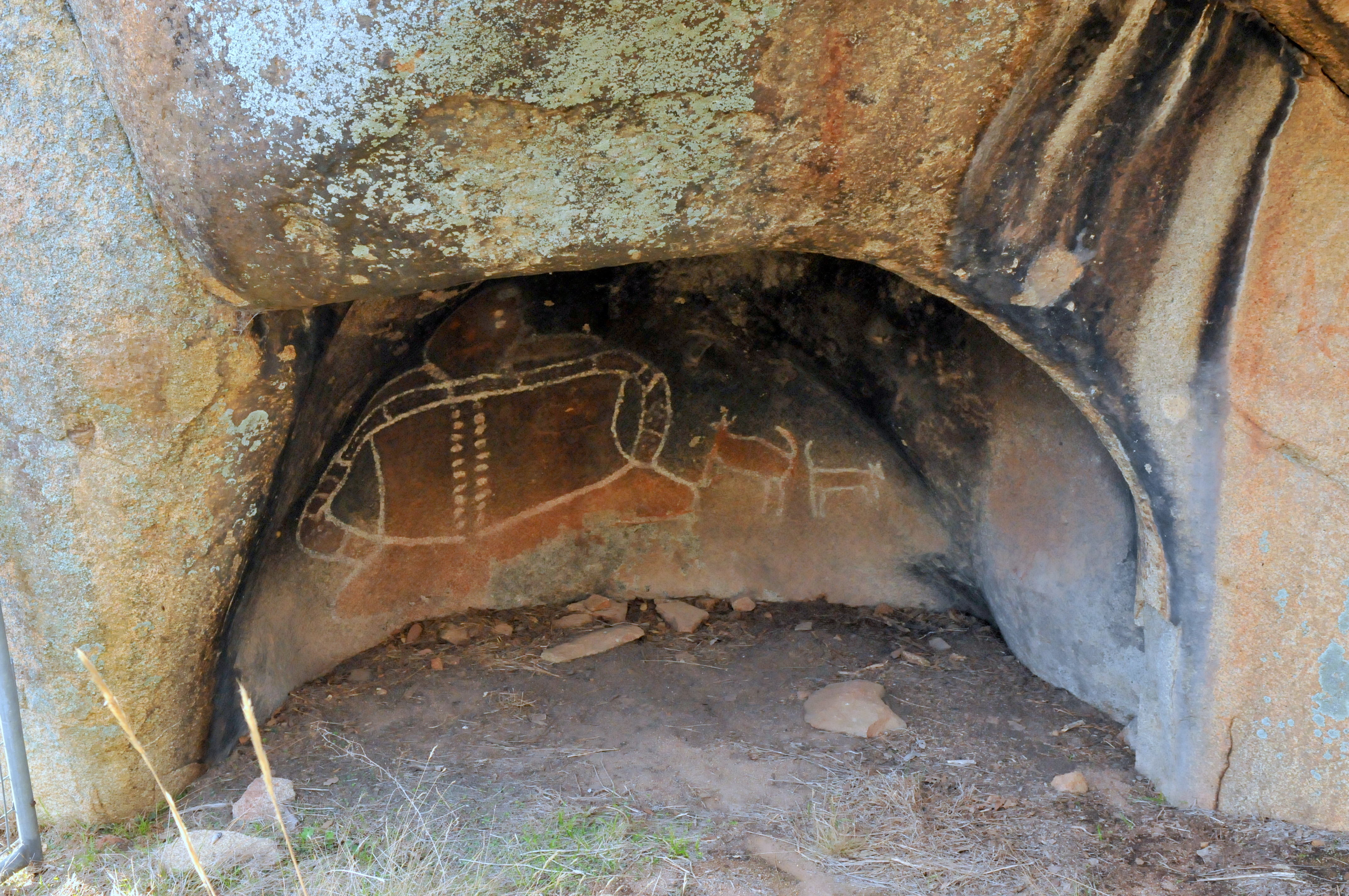
L'abri de Bunjil

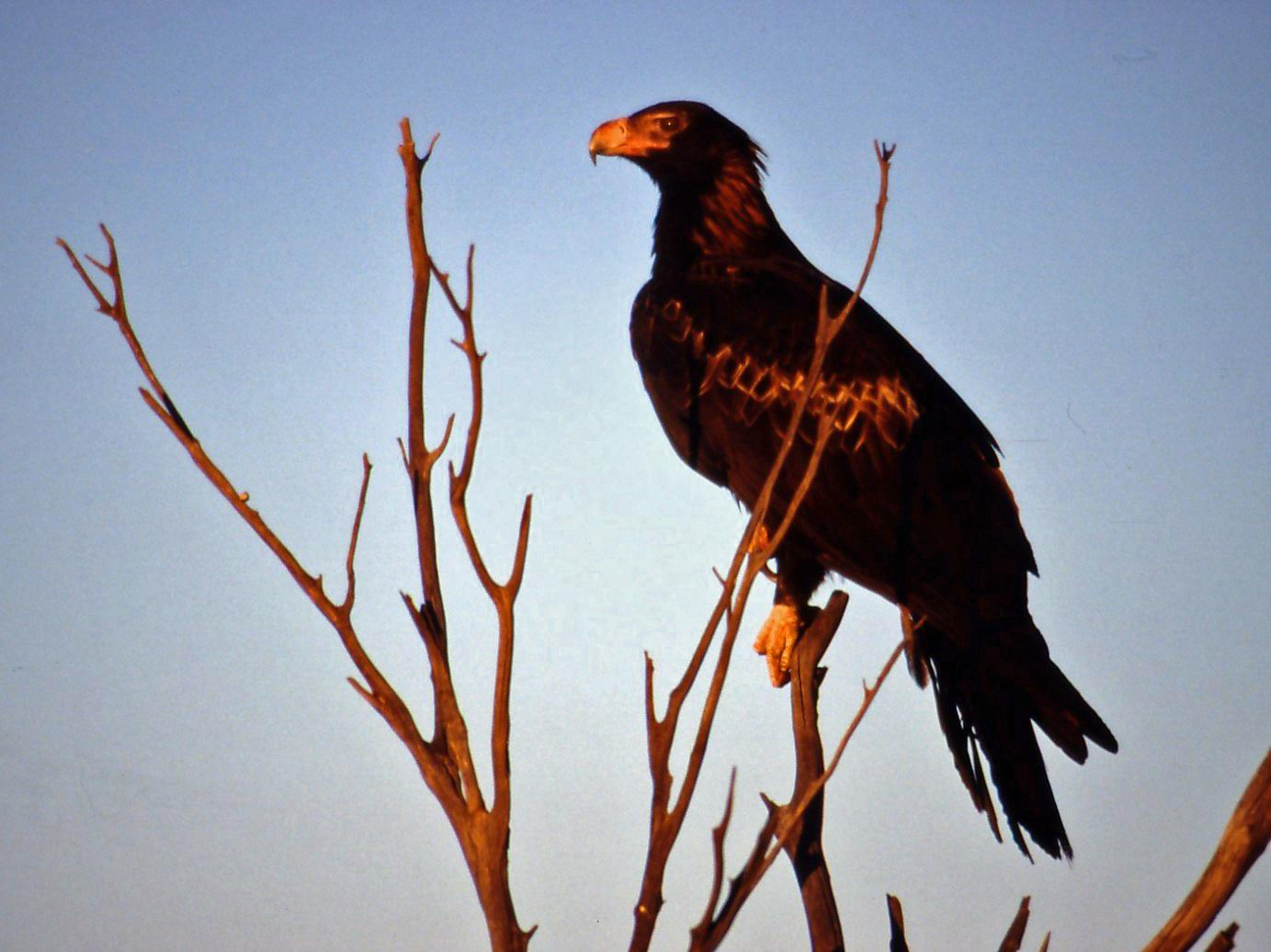
L'aigle d'Australie est le plus grand oiseau de proie d'Australie

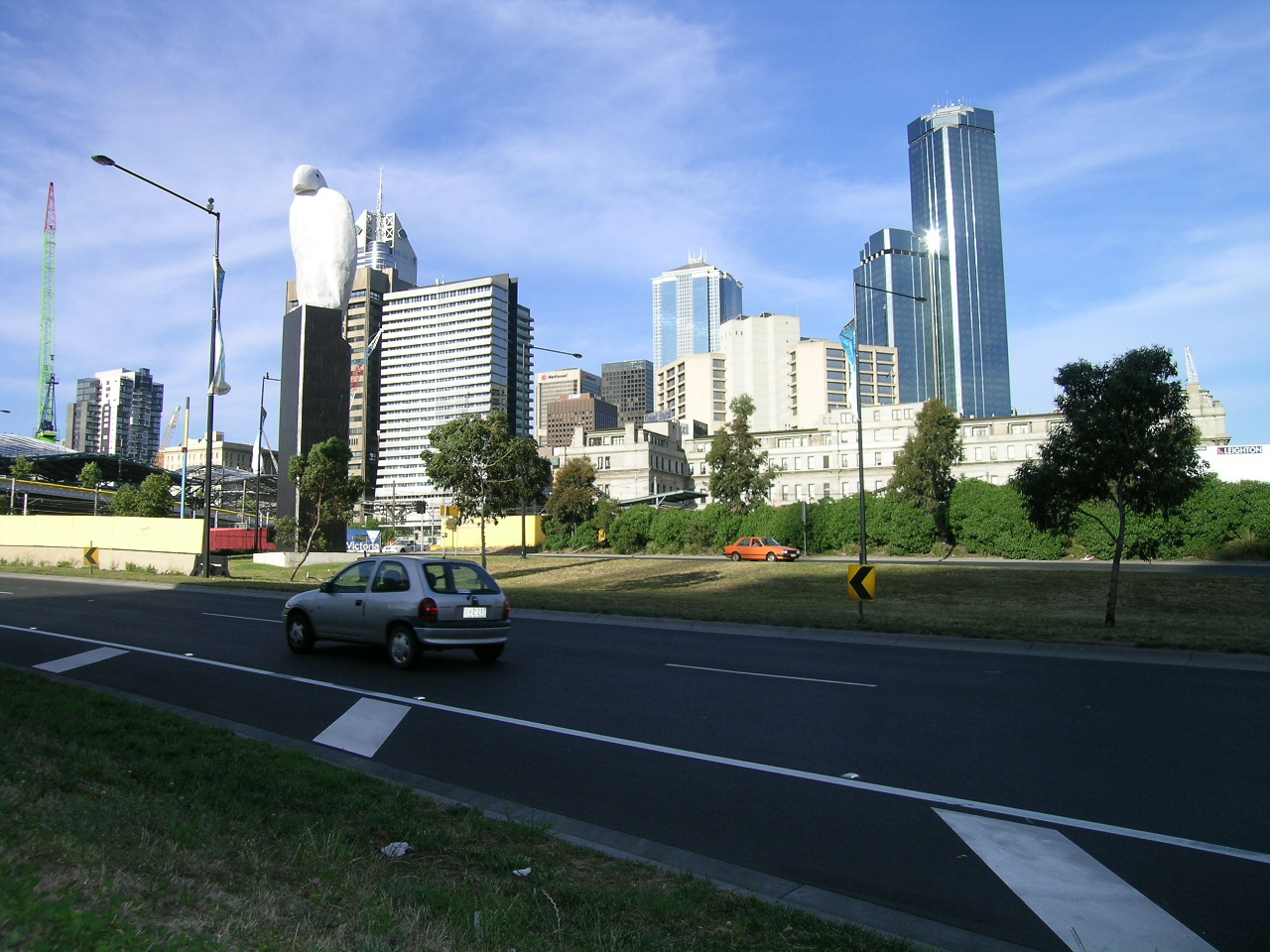
Eagle est une sculpture de 23 mètres de haut de Bruce Armstrong, inspirée de Bunjil.

Bunjil (aussi connu comme Pundjel ou d'autres variantes du même nom) est une divinité créatrice, un héros culturel et un être ancestral, souvent représenté sous la forme d'un aigle d'Australie dans la mythologie aborigène australienne de certains peuples aborigènes du Victoria.

## Récits de la création
Dans la nation Kulin, au centre du Victoria, il était considéré comme l'un des deux ancêtres de la communauté, l'autre étant Waa le corbeau. Bunjil a deux femmes et un fils, Binbeal l'arc-en-ciel. Son frère est Palian, la chauve-souris. Il est assisté par six wirmums ou chamans qui représentent les clans de la fraction Eaglehawk : Djart-djart le faucon crécerelle, Thara l'épervier, Yukope la perruche, Lar-guk le perroquet, Walert l'opossum à queue en brosse et Yurran l'opossum volant.
Selon une légende, après avoir créé les montagnes, les rivières, la flore, la faune et les lois qui régissent la vie des humains, Bunjil rassembla ses femmes et ses fils puis demanda à Corbeau, qui avait la charge des vents, d'ouvrir ses sacs et de faire souffler le vent. Corbeau ouvrit un sac dans lequel il gardait ses tourbillons, créant un cyclone qui déracina des arbres. Bunjil demanda un vent plus fort. Corbeau s'exécuta, et Bunjil et son peuple furent propulsés vers le ciel. Bunjil lui-même devint l'étoile Altaïr et ses deux épouses, les cygnes noirs, devinrent des étoiles de chaque côté.
Une histoire de Bunurong raconte une période de conflit parmi les nations Kulin, où les gens se disputaient et se battaient entre eux, négligeant leurs familles et la terre. Le chaos et la désunion croissants ont provoqué la colère de la mer, qui a commencé à monter jusqu'à recouvrir les plaines et menacer d'inonder tout le pays. Le peuple se rendit chez Bunjil et lui demanda de l'aider à empêcher la mer de monter ; Bunjil accepta, mais seulement si le peuple changeait ses habitudes et respectait les lois et les autres. Il s'avança alors vers la mer, leva sa lance et ordonna à l'eau d'arrêter de monter.

## L'abri de Bunjil
Les Kulin et d'autres peuples aborigènes croient que, dans le temps du rêve, Bunjil s'est réfugié dans une grotte située dans la partie de Gariwerd qui est aujourd'hui connue sous le nom de Black Range Scenic Reserve, non loin de Stawell. L'abri de Bunjil est aujourd'hui une attraction touristique populaire et l'un des plus importants sites d'art rupestre aborigène de la région,,.

## Orthographes alternatives
Les premiers colons européens, comme Daniel Bunce, ont enregistré le nom sous la forme de "Winjeel" ou "Wingeel", peut-être en raison de différences dialectales entre les langues Woiwurrung, Boonwurrung et Wathaurong, qui sont étroitement liées. Ces orthographes ont persisté dans le nom de la région agricole de Wingeel près de Geelong, et dans celui de l'avion CAC Winjeel.
Dans d'autres sources, le nom peut être enregistré comme Pundjel, Bunjel, Pundjil, Punjel, Pun-Gel, Bun-Gil ou Pundgel.